# Крючкин, Владлен Васильевич
Владлен (Владимир) Васильевич Крючкин  (2 марта 1938, Новосибирск — 14 декабря 2008, Москва) — российский кинорежиссёр-документалист

## Биография
Владлен Васильевич Крючкин родился 2 марта 1938 г. в Новосибирске.
В 1969 году окончил операторский факультет ВГИКа; почти 26 лет проработал на студии Центрнаучфильм как оператор, режиссёр и сценарист. Специализировался на съемках в экстремальных условиях: в Арктике, под водой на Северном полюсе (участник экспедиции «Северный полюс-23»), в путешествиях на собачьих упряжках (в 1988 и 1989 годах вместе с известным фотографом и путешественником Афанасием Маковневым -по северу Чукотки) , в горах и пустынях. Принимал участие в плавании на кочах на Аляску в 1995 г. Отчеты и репортажи об этих экспедициях публиковались в журнале «Вокруг света», причем В. В. Крючкин указывался как специальный корреспондент.
Разработал оригинальное цейтраферное устройство для съемки в движении, которое долго использовалось на студиях страны.
Работы В. В. Крючкина были отмечены наградами на международных конкурсах.
Член Союза кинематографистов России, член Союза журналистов РФ.
В последние годы жизни серьёзно занимался художественной фотографией, увлечение которой прошло через всю его жизнь (в молодости он возглавлял городской фотоклуб в Феодосии). Организатор и автор фотовыставок «Камни вопиют» (о разрушенных в годы гонений храмах России, первая экспозиция- 2004 г.); «По ком звонит колокол» (о Леушинском монастыре, затопленном при заполнении Рыбинского водохранилища). Фотографии Владимира Васильевича экспонировались также в рамках проекта «Территория радости» журнала «Фома».
В 2008 г. В. В. Крючкин и журналист Наталья Батраева объединили свои фотовыставки «Камни вопиют» и «Косово: взгляд изнутри» в рамках проекта «Россия — Косово: камни вопиют» (демонстрировался зимой 2008 г. в Белграде, в Грачанице и Косовской Митровице, а в мае-июне того же года в московском Доме кино).
В. В. Крючкин руководил фотостудией при приходе храма Серафима Саровского в Раеве (Москва), пытался организовать издание православного журнала по фотоискусству.
Занимался литературным творчеством, рассказы публиковались в журналах «Русский дом», «Работница», «Славянка», «Чудеса и приключения». Автор заметок в газете «Православная Москва».
Скончался 14 декабря 2008 г. Похоронен на Перепечинском кладбище.

## Фильмография
- 1970 — «Дуэль»;
- 1973 — «Путь и скорость»;
- 1978 — «Над нами Арктика»;
- 1998 — «Зов глубины»;
- 2004 — «Четверо среди льдов»;
- 2004 — "Операция «Полярное кольцо. Первый этап»;
- 2007 — «Авантюра со знаком плюс или Операция „Полярное кольцо“. Второй этап»[8].

## Награды
1970- Гран-при и Серебряный диск и Кубок за оригинальное изобразительное решение на Международном фестивале спортивных фильмов в Кортина д’Ампеццо (фильм «Дуэль»)
1973- 1-й приз на Международном фестивале спортивных фильмов в Кортина д’Ампеццо («Путь и скорость»)
1978- 1-й приз на 1-м Московском кинофестивале молодых кинематографистов («Над нами Арктика»).